# Веселаго, Иосиф Иванович
Иосиф (Осип) Иванович Веселаго  (род. 1793 или 1795 — 17 июня 1859) — российский флотоводец, вице-адмирал.

## Биография
Из старинного дворянского рода, давшего много военно-морских деятелей. В 1808 поступил в Морской кадетский корпус. В 1811 произведён в гардемарины. В 1811—1813 годах, в период удивительной пассивности русского флота, руководимого маркизом де Траверсе, крейсировал между Санкт-Петербургом и Кронштадтом. В 1814 году был произведён в мичманы, продолжил крейсирование. В 1815 году был командирован в Архангельск, откуда привёл корабль «Кацбах» (вероятно, только что построенный в Архангельске и названный в честь Кацбахской победы русских войск) в Кронштадт.
В 1818 году, крейсируя по «Маркизовой луже», отличился и был произведён в лейтенанты с зачислением в гвардейский экипаж. В следующем году стал адъютантом адмирала Кроуна.
В 1824 году Веселаго на флагманском корабле «Святой Андрей» совершил плавание к берегам Исландии. В конце 1825 года был назначен адъютантом адмирала Сенявина. В 1827 году плавал на кораблях Балтийского флота из Кронштадта в Портсмут и обратно.
В 1831 году, в связи с эпидемией холеры, был командирован в Вышний Волочек, откуда был родом, для введения противохолерных мер на торговых судах, следующих по Вышневолоцкой водной системе между Рыбинском и Петербургом. За заслуги при выполнении этого поручения награждён орденом святой Анны III степени. К тому времени Веселаго уже капитан-лейтенант.
В 1834 году перевозил прусских принцев на пароходе «Ижора» из Петергофа в Штеттин. Из Штеттина доставил в Кёнигсберг прусского короля, а из Кёнигсберга в Петербург — наследного принца (будущего кайзера) Вильгельма. За эти заслуги награждён прусским орденом Иоанна Иерусалимского (от короля) и бриллиантовыми перстнями (от принцев). В том же году плавал из Кронштадта в Стокгольм.
В 1836 году уже сам Николай I взошёл на борт парохода «Ижора», с которого совершил смотр флота на рейде Кронштадта, а затем наблюдал церемониальное прохождение отреставриванного ботика Петра I мимо стоящих на рейде кораблей. В 1838 году Веселаго на пароходе «Геркулес» доставил царя из Штеттина в Стокгольм и обратно в Кронштадт.
За все эти услуги получил (в 1835-38 годах) русские ордена святого Станислава III степени и святой Анны II степени, шведский орден Меча, чин капитана 1-го ранга и был пожалован двумя тысячами рублей.
В 1847 году был произведён в контр-адмиралы, а 1855 году — в вице-адмиралы.
Был членом совета Государственного контроля и состоял по Морскому министерству.
Владел имениями Желудово и Новотроицкое в Вышневолоцком уезде Тверской губернии.
Скончался в 1859 году и был похоронен на Митрофаньевском кладбище в Санкт-Петербурге.

## Семья
- Жена — Наталья Петровна, урождённая Сутугина (1805 — 25 апреля 1880).
- Сын — Владимир, капитан 1-го ранга, был женат на Клавдии Конрадовне Шмидт.
- Дочь  — Анна, была замужем за контр-адмиралом К. А. Гирсом.
- Вторая дочь — Наталия, была замужем за генералом К. А. Вильком.

## Награды
- Орден Святой Анны 3-й степени (1832)
- Орден Святого Станислава 2-й степени (1835)
- Орден Святой Анны 2-й степени (1837)
- Орден Святого Владимира 3-й степени (1846)
- Орден Святого Станислава 1-й степени (1850)
- Орден Святой Анны 1-й степени (1855)
- орден Меча ( Швеция) (1838; степень неизвестна)